# Четверта стіна

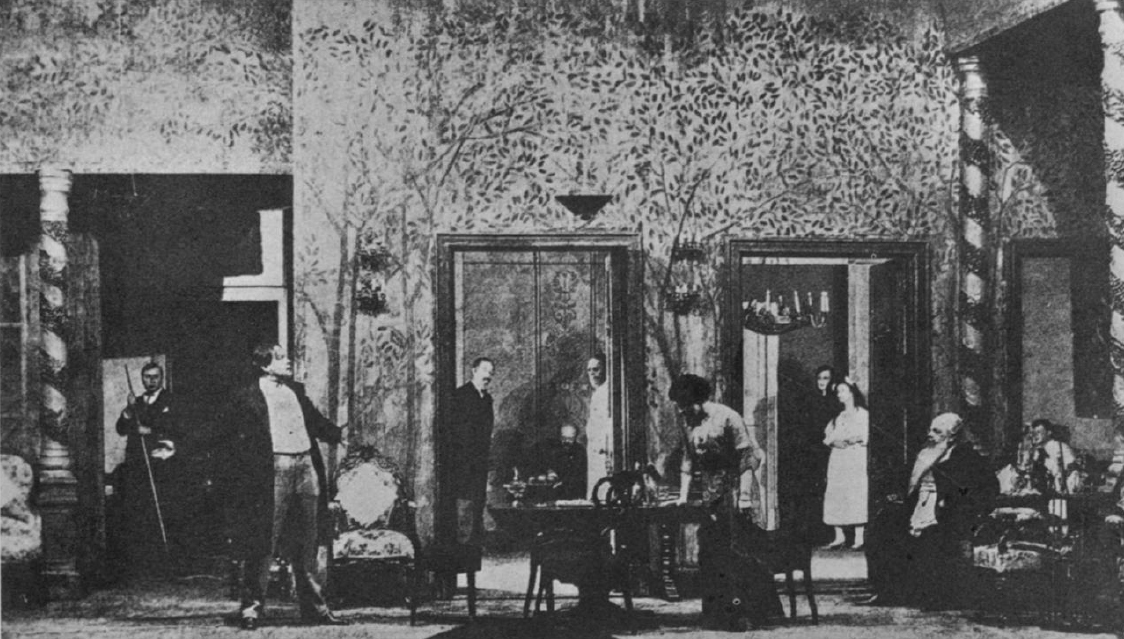

Четверта стіна — уявна стіна між актором та глядачем. Дія актора, що звертається безпосередньо до глядача зі сцени або з екрана називається «зламати четверту стіну».

## «Четверта стіна» у театрі та кіно
«Четверта стіна» — концепція, характерна для художніх творів: персонаж не знає про те, що він є вигаданим героєм чийогось художнього твору і не здогадується про існування аудиторії, яка за ним спостерігає.
Четверта стіна — це екран телевізора або простір в театрі, що розділяє сцену і аудиторію. Цей прийом присутній буквально скрізь: поділ між персонажами і глядачами допомагає зберегти придушення недовіри (концепція, що виправдовує нереалістичність оповіді) — оскільки персонаж сприймає світ художнього твору як справжній, то і глядач намагається повірити, що для персонажа цей світ справжній.
Назва «четверта стіна» натякає на існування трьох стін, в яких відбувається дія більшої частини п'єс і ТВ-шоу.
Характерною рисою постмодернізму є дослідження і переосмислення «четвертої стіни», хоча прикладів руйнування «четвертої стіни» вистачало і без нього.

## Три стіни
Велика частина серіалів і шоу знімаються в кімнатах з трьох стін. Четверту стіну забирають, щоб було, де поставити камери і світло. Іноді кімнату поділяють надвоє додатковою перегородкою, щоб можна було показувати переміщення персонажів з кімнати в кімнату. Особливо часто це помітно в ситкомах.
Кімнати з чотирьох стін досить рідкісні і зустрічаються тільки у високобюджетних серіалах, та й то далеко не у всіх. Цікавим прикладом варіювання кількості стін може бути місток корабля Ентерпрайз: їх там було всього чотири, але залежно від потрібного камері кута будь-яка одна знімалася.

## Руйнування «четвертої стіни»
Руйнування четвертої стіни — це пряме звернення героя художнього твору до автора або аудиторії. Характерним прикладом можуть служити п'єси Шекспіра, в яких персонажі часто зверталися до глядачів.
Як варіація цього прийому, існують сюжети, в яких кіногерої спілкуються з кіногрупою знімальників («Космічні яйця») або сценаристом, або де голос за кадром, звернений до глядачів, зненацька звертається до героїв («Стрілець»).
Зараз цей прийом використовується в комічних цілях, щоб натякнути, що автори твору пам'ятають про свою аудиторію.
Прийом руйнування четвертої стіни застосовується в серіалі «Картковий будинок» Кевіном Спейсі.